# 菊川宿

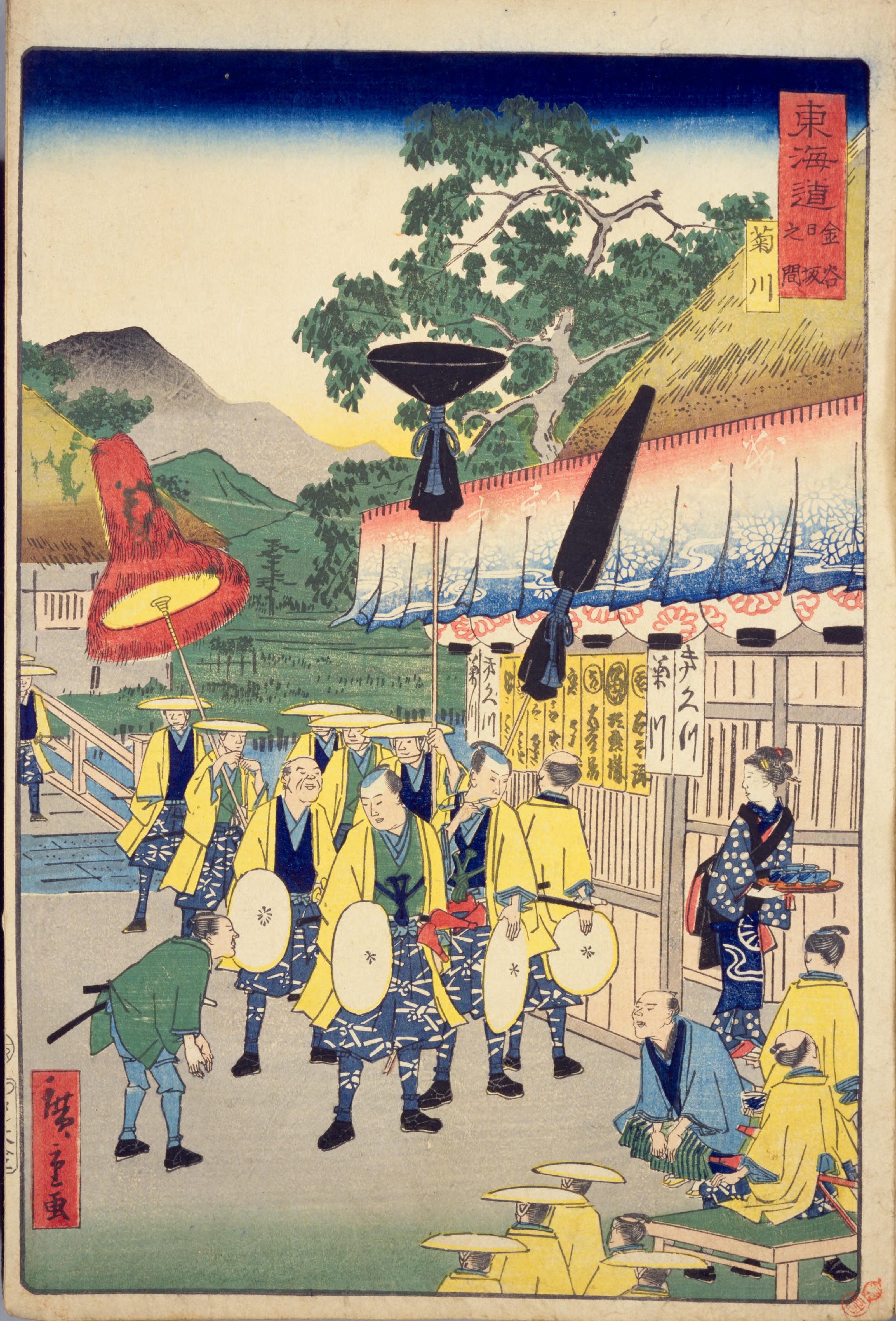
菊川宿「東海道名所図会」

菊川宿（きくがわしゅく） は中世に栄えた旧東海道の宿場である。

## 概要
現在の静岡県島田市菊川。
小夜の中山の東麓、牧之原台地の西麓に位置し、側には菊川が流れる。
江戸時代には東海道五十三次に指定されず間の宿となった（西は日坂宿、東は金谷宿）。

## 沿革
- 1575年（天正5年）- 諏訪原城の戦い
- 1601年（慶長6年）- 宿駅整備により、東海道五十三次が指定される。菊川宿は五十三次の正規の宿場から外れ、間の宿となる。
- 1889年（明治22年）- 町村制により、菊川宿のあった菊川村ほかが榛原郡金谷町として町制施行。金谷町菊川となる。

現在の静岡県菊川市（旧・小笠郡菊川町）は、榛原郡菊川村の合併消滅から60年余を経た1954年に発足したもので、旧東海道には面しておらず、菊川宿とは別である。
- 2005年（平成17年）- 旧:島田市と榛原郡金谷町が合併（新設合併）して新:島田市となり、島田市菊川となる。

## 周辺
- 諏訪原城趾
- 菊川坂石畳
- 菊川インターチェンジ（国道1号島田金谷バイパス）